# Orthemis macrostigma
Orthemis macrostigma – gatunek ważki z rodziny ważkowatych (Libellulidae).